# Discografia dei Tiromancino
La discografia dei Tiromancino, gruppo musicale italiano, è costituita da tredici album in studio, uno dal vivo, una raccolta, quarantadue singoli e quarantatré video musicali, pubblicati dal 1992.

## Album

### Album in studio
| Anno                                                                  | Titolo | Classifiche | Certificazioni     |
| Anno                                                                  | Titolo | ITA         | Certificazioni     |
| --------------------------------------------------------------------- | --- | ----------- | ------------------ |
| 1992                                                                  | Tiromancyno (accreditati come Tiromancyno) - Pubblicato: 1992 - Etichetta: RCA Italiana                                                     | —           |                    |
| 1994                                                                  | Insisto - Pubblicato: 25 novembre 1994 - Etichetta: BMG Ricordi                                                                             | —           |                    |
| 1995                                                                  | Alone alieno - Pubblicato: 9 giugno 1995 - Etichetta: BMG Ricordi                                                                           | —           |                    |
| 1997                                                                  | Rosa spinto - Pubblicato: 26 settembre 1997 - Etichetta: Polydor                                                                            | —           |                    |
| 2000                                                                  | La descrizione di un attimo - Pubblicato: 25 febbraio 2000 - Etichetta: Virgin - Formati: CD, download digitale, LP                         | 10          | - ITA: Platino     |
| 2002                                                                  | In continuo movimento - Pubblicato: 11 ottobre 2002 - Etichetta: Virgin - Formati: CD, download digitale                                    | 2           | - ITA: Platino (2) |
| 2004                                                                  | Illusioni parallele - Pubblicato: 22 ottobre 2004 - Etichetta: Virgin - Formati: CD, download digitale                                      | 3           | - ITA: Platino     |
| 2007                                                                  | L'alba di domani - Pubblicato: 11 maggio 2007 - Etichetta: Virgin - Formati: CD, download digitale                                          | 12          | - ITA: Oro         |
| 2010                                                                  | L'essenziale - Pubblicato: 26 ottobre 2010 - Etichetta: Deriva Artist First - Formati: CD, download digitale                                | 51          |                    |
| 2014                                                                  | Indagine su un sentimento - Pubblicato: 18 marzo 2014 - Etichetta: Sony Music - Formati: CD, download digitale                              | 8           |                    |
| 2016                                                                  | Nel respiro del mondo - Pubblicato: 8 aprile 2016 - Etichetta: Sony Music - Formati: CD, download digitale                                  | 10          |                    |
| 2018                                                                  | Fino a qui - Pubblicato: 26 settembre 2018 - Etichetta: Sony Music - Formati: CD, download digitale                                         | 3           | - ITA: Oro         |
| 2021                                                                  | Ho cambiato tante case - Pubblicato: 8 ottobre 2021 - Etichetta: Virgin, Universal Music Italia - Formati: CD, download digitale, streaming | 15          |                    |
| "—" indica una pubblicazione che non si è classificata in quel Paese. | |             |                    |

### Album dal vivo
| Anno | Titolo | Classifiche | Certificazioni |
| Anno | Titolo | ITA         | Certificazioni |
| ---- | --- | ----------- | -------------- |
| 2008 | Il suono dei chilometri - Pubblicato: 28 febbraio 2008 - Etichetta: Edel - Formati: CD, download digitale | 48          | - ITA: Oro     |

### Raccolte
| Anno | Titolo                                                                                   | Classifiche | Certificazioni |
| Anno | Titolo                                                                                   | ITA         | Certificazioni |
| ---- | ---------------------------------------------------------------------------------------- | ----------- | -------------- |
| 2005 | 95-05 - Pubblicato: 24 ottobre 2005 - Etichetta: Virgin - Formati: CD, download digitale | 7           | - ITA: Platino |

## Singoli
| Anno                                                                  | Titolo                                                    | Classifiche | Certificazioni | Album di provenienza        |
| Anno                                                                  | Titolo                                                    | ITA         | Certificazioni | Album di provenienza        |
| --------------------------------------------------------------------- | --------------------------------------------------------- | ----------- | -------------- | --------------------------- |
| 1995                                                                  | Amore amaro                                               | —           |                | Il suono dei chilometri     |
| 1995                                                                  | Conchiglia                                                | —           |                | Il suono dei chilometri     |
| 2000                                                                  | Strade (con Riccardo Sinigallia)                          | —           |                | La descrizione di un attimo |
| 2001                                                                  | La descrizione di un attimo                               | —           | - ITA: Platino | La descrizione di un attimo |
| 2001                                                                  | Muovo le ali di nuovo                                     | —           |                | La descrizione di un attimo |
| 2001                                                                  | Due destini                                               | —           |                | La descrizione di un attimo |
| 2002                                                                  | Per me è importante                                       | 1           | - ITA: Oro     | In continuo movimento       |
| 2002                                                                  | I giorni migliori                                         | —           |                | In continuo movimento       |
| 2003                                                                  | Nessuna certezza (feat. Elisa e Meg)                      | —           |                | In continuo movimento       |
| 2004                                                                  | Amore impossibile                                         | —           |                | Illusioni parallele         |
| 2004                                                                  | Imparare dal vento                                        | —           |                | Illusioni parallele         |
| 2004                                                                  | L'autostrada                                              | —           |                | Illusioni parallele         |
| 2005                                                                  | Della stessa materia dei sogni                            | —           |                | 95-05                       |
| 2005                                                                  | Tornerà l'estate                                          | —           |                | 95-05                       |
| 2007                                                                  | L'alba di domani                                          | 12          |                | L'alba di domani            |
| 2007                                                                  | Angoli di cielo                                           | 43          |                | L'alba di domani            |
| 2007                                                                  | Un altro mare                                             | —           |                | Il suono dei chilometri     |
| 2008                                                                  | Il rubacuori                                              | 12          |                | Il suono dei chilometri     |
| 2008                                                                  | Quasi 40                                                  | 37          |                | Il suono dei chilometri     |
| 2010                                                                  | L'essenziale                                              | —           |                | L'essenziale                |
| 2011                                                                  | Quanto ancora                                             | —           |                | L'essenziale                |
| 2011                                                                  | L'inquietudine di esistere (feat. Fabri Fibra)            | —           |                | L'essenziale                |
| 2014                                                                  | Liberi                                                    | 20          | - ITA: Oro     | Indagine su un sentimento   |
| 2014                                                                  | Immagini che lasciano il segno                            | 32          | - ITA: Oro     | Indagine su un sentimento   |
| 2016                                                                  | Piccoli miracoli                                          | 93          |                | Nel respiro del mondo       |
| 2016                                                                  | Tra di noi                                                | —           |                | Nel respiro del mondo       |
| 2016                                                                  | L'ultimo treno della notte                                | —           |                | Nel respiro del mondo       |
| 2017                                                                  | Dove tutto è a metà                                       | —           |                | /                           |
| 2018                                                                  | Due destini (18th Anniversary) (feat. Alessandra Amoroso) | 45          |                | Fino a qui                  |
| 2018                                                                  | Noi casomai                                               | —           | - ITA: Oro     | Fino a qui                  |
| 2018                                                                  | Sale, amore e vento                                       | —           |                | Fino a qui                  |
| 2019                                                                  | Per me è importante                                       | —           | - ITA: Oro     | Fino a qui                  |
| 2019                                                                  | Vento del Sud                                             | —           |                | /                           |
| 2020                                                                  | Finché ti va                                              | —           |                | Ho cambiato tante case      |
| 2021                                                                  | Cerotti                                                   | —           |                | Ho cambiato tante case      |
| 2021                                                                  | Er musicista (feat. Franco126)                            | —           |                | Ho cambiato tante case      |
| 2021                                                                  | Domenica                                                  | —           |                | Ho cambiato tante case      |
| 2021                                                                  | L'odore del mare (feat. Carmen Consoli)                   | —           |                | Ho cambiato tante case      |
| 2023                                                                  | Due rose (feat. Enula)                                    | —           |                | /                           |
| 2024                                                                  | Puntofermo                                                | —           |                | /                           |
| 2024                                                                  | Il cielo                                                  | —           |                | /                           |
| 2025                                                                  | Mi rituffo nella notte                                    | —           |                | /                           |
| "—" indica una pubblicazione che non si è classificata in quel Paese. |                                                           |             |                |                             |

### Altre collaborazioni
| Anno                                                                  | Titolo                                                              | Classifiche | Album di provenienza          |
| Anno                                                                  | Titolo                                                              | ITA         | Album di provenienza          |
| --------------------------------------------------------------------- | ------------------------------------------------------------------- | ----------- | ----------------------------- |
| 2009                                                                  | Incomprensioni (Fabri Fibra feat. Federico Zampaglione)             | 32          | Chi vuole essere Fabri Fibra? |
| 2009                                                                  | Cos'è normale (Zero Assoluto feat. Federico Zampaglione)            | —           | Sotto una pioggia di parole   |
| 2012                                                                  | Uomo d'acciaio (Ion ed Er Gitano feat. Tiromancino)                 | —           | Real Deal                     |
| 2017                                                                  | L'amore mi perseguita (Giusy Ferreri feat. Tiromancino)             | —           | Girotondo                     |
| 2019                                                                  | Per quel che ne so (Tormento feat. Tiromancino)                     | —           | /                             |
| 2025                                                                  | Un tempo piccolo (Willie Peyote feat. Ditonellapiaga e Tiromancino) | —           | Sulla riva del fiume          |
| "—" indica una pubblicazione che non si è classificata in quel Paese. |                                                                     |             |                               |

## Video musicali
| Anno | Titolo                                                    | Regista/i                                   |
| ---- | --------------------------------------------------------- | ------------------------------------------- |
| 1994 | Mare di guai                                              | Manetti Bros.                               |
| 1995 | Conchiglia                                                | —                                           |
| 1995 | Amore amaro                                               | —                                           |
| 1997 | Bruciare                                                  | Paolo Scarfò                                |
| 1997 | Senza cuore                                               | —                                           |
| 1997 | Il punto                                                  | Francesco Fei                               |
| 2000 | Strade (con Riccardo Sinigallia)                          | Manetti Bros.                               |
| 2000 | La descrizione di un attimo                               | Frankie hi-nrg mc e Riccardo Sinigallia     |
| 2000 | Muovo le ali di nuovo                                     | Frankie hi-nrg mc e Riccardo Sinigallia     |
| 2001 | Due destini                                               | Frankie hi-nrg mc e Riccardo Sinigallia     |
| 2002 | Per me è importante                                       | Ascanio Malgarini e Romana Meggiolaro       |
| 2002 | I giorni migliori                                         | Francesco Lagi                              |
| 2003 | Nessuna certezza (feat. Elisa e Meg)                      | Leone Balduzzi                              |
| 2004 | Amore impossibile                                         | Lamberto Bava                               |
| 2004 | Imparare dal vento                                        | Ascanio Malgarini e Romana Meggiolaro       |
| 2005 | Un tempo piccolo                                          | Federico Zampaglione                        |
| 2006 | Della stessa materia dei sogni                            | —                                           |
| 2007 | L'alba di domani                                          | Federico Zampaglione                        |
| 2007 | Angoli di cielo                                           | Cosimo Alemà                                |
| 2007 | Un altro mare                                             | Vania Tegamelli                             |
| 2008 | Quasi 40                                                  | Federico Zampaglione                        |
| 2010 | L'essenziale                                              | Dario Albertini                             |
| 2010 | Quanto ancora                                             | Dario Albertini                             |
| 2011 | L'inquietudine di esistere (feat. Fabri Fibra)            | Federico Zampaglione                        |
| 2014 | Liberi                                                    | Marco Pavone                                |
| 2014 | Immagini che lasciano il segno                            | Federico Zampaglione                        |
| 2014 | Mai saputo il tuo nome                                    | Federico Zampaglione                        |
| 2016 | Piccoli miracoli                                          | Federico Zampaglione                        |
| 2016 | Tra di noi                                                | Marco Pavone                                |
| 2016 | L'ultimo treno della notte                                | Mauro Russo                                 |
| 2017 | Dove tutto è a metà                                       | Gianluca Della Monica                       |
| 2018 | Due destini (18th Anniversary) (feat. Alessandra Amoroso) | YouNuts! (Antonio Usbergo e Niccolò Celaia) |
| 2018 | Noi casomai                                               | Federico Zampaglione                        |
| 2018 | Sale, amore e vento                                       | Andrea Centrella                            |
| 2019 | Per me è importante '19 (feat. Tiziano Ferro)             | Marco Pavone                                |
| 2019 | Vento del Sud                                             | Federico Zampaglione                        |
| 2020 | Finchè ti va                                              | YouNuts! (Antonio Usbergo e Niccolò Celaia) |
| 2021 | Cerotti                                                   | Federico Zampaglione                        |
| 2021 | Er musicista (feat. Franco126)                            | Federico Zampaglione                        |
| 2021 | Domenica                                                  | Federico Zampaglione                        |
| 2021 | L'odore del mare (feat. Carmen Consoli)                   | Gianluca Della Monica                       |
| 2022 | Questa terra bellissima                                   | Marco Pavone                                |
| 2023 | Due rose (feat. Enula)                                    | Federico Zampaglione                        |